# Krug Planina
Krug Planina är en bergskedja i Bosnien och Hercegovina.   Den ligger i entiteten Federationen Bosnien och Hercegovina, i den sydvästra delen av landet, 110 km väster om huvudstaden Sarajevo.
Trakten runt Krug Planina består till största delen av jordbruksmark. Runt Krug Planina är det ganska tätbefolkat, med 93 invånare per kvadratkilometer.